# Pittsfield (Illinois)
Pittsfield ist eine Kleinstadt (mit dem Status „City“) und Verwaltungssitz des Pike County im US-amerikanischen Bundesstaat Illinois. Das U.S. Census Bureau hat bei der Volkszählung 2020 eine Einwohnerzahl von 4.206 ermittelt.

## Geografie
Pittsfield liegt rund 15 km westlich des Illinois River in der Newburg und der Pittsfield Township im Westen von Illinois. Die geografischen Koordinaten sind 39°36′35″ nördlicher Breite und 90°48′30″ westlicher Länge. Die Stadt erstreckt sich über 13 km², die sich auf 12 km² Land- und 1 km² Wasserfläche verteilen.
Benachbarte Orte von Pittsfield sind Griggsville (14,3 km nordöstlich), Detroit (11,5 km östlich), Time (12,2 km südöstlich), Nebo (20,5 km südlich), Pleasant Hill (22,8 km südsüdwestlich), Summer Hill (14,3 km südwestlich), El Dara (17,2 km westlich) und New Salem (13,8 km nordnordwestlich).
Die nächstgelegenen größeren Städte sind die Quad Cities (239 km nördlich), Peoria (190 km nordöstlich), Illinois’ Hauptstadt Springfield (110 km östlich), St. Louis in Missouri (163 km südsüdöstlich) und Missouris Hauptstadt Jefferson City (198 km südwestlich).

## Verkehr
Im Stadtgebiet von Pettsfield treffen der U.S. Highway 54 und die Illinois State Route 106 zusammen. Alle weiteren Straßen sind untergeordnete Landstraßen, teils unbefestigte Fahrwege sowie innerörtliche Verbindungsstraßen.
Mit dem Pittsfield Penstone Municipal Airport befindet sich im Nordosten der Stadt ein kleiner Flugplatz. Der nächstgelegene Großflughafen ist der Lambert-Saint Louis International Airport (144 km südlich).

## Demografische Daten
Nach der Volkszählung im Jahr 2010 lebten in Pittsfield 4576 Menschen in 1820 Haushalten. Die Bevölkerungsdichte betrug 381,3 Einwohner pro Quadratkilometer. In den 1820 Haushalten lebten statistisch je 2,2 Personen.
Ethnisch betrachtet setzte sich die Bevölkerung zusammen aus 93,6 Prozent Weißen, 5,4 Prozent Afroamerikanern, 0,2 Prozent amerikanischen Ureinwohnern, 0,2 Prozent Asiaten, 0,1 Prozent Polynesiern sowie 0,2 Prozent aus anderen ethnischen Gruppen; 0,4 Prozent stammten von zwei oder mehr Ethnien ab. Unabhängig von der ethnischen Zugehörigkeit waren 1,3 Prozent der Bevölkerung spanischer oder lateinamerikanischer Abstammung.
19,6 Prozent der Bevölkerung waren unter 18 Jahre alt, 58,2 Prozent waren zwischen 18 und 64 und 22,2 Prozent waren 65 Jahre oder älter. 48,7 Prozent der Bevölkerung war weiblich.

Das mittlere jährliche Einkommen eines Haushalts lag bei 38.864 USD. Das Pro-Kopf-Einkommen betrug 19.615 USD. 14,7 Prozent der Einwohner lebten unterhalb der Armutsgrenze.

## Bekannte Bewohner
- Abraham Lincoln (1809–1865), 16. Präsident der USA – besuchte Pittsfield zwischen 1839 und 1852 34 Mal
- Ryan Carnes (* 1982), Schauspieler – in Pittsfield geboren[5]
- Charles Russell Davis (1849–1930), Abgeordneter des US-Repräsentantenhauses – geboren in Pittsfield[6]
- Woodbridge Nathan Ferris (1853–1928), 28. Gouverneur von Michigan – arbeitete als Lehrer und Leiter der Schulbehörde von Pittsfield[7]
- Russell W. Keeney (1897–1958), Abgeordneter des US-Repräsentantenhauses – geboren in Pittsfield[8]
- John George Nicolay (1832–1901), Diplomat, Biograph von Abraham Lincoln, lebte und arbeitete zeitweilig in Pittsfield
- Tim Rose (* 1956), Schauspieler und Puppenspieler
- Sid Simpson (1894–1958), Abgeordneter des US-Repräsentantenhauses – gestorben in Pittsfield[9]
- Scott Wike (1834–1901), Abgeordneter des US-Repräsentantenhauses – praktizierte als Anwalt in Pittsfield[10]
- William E. Williams (1857–1921), Abgeordneter des US-Repräsentantenhauses – praktizierte als Anwalt in Pittsfield und starb dort[11]